# Lampropeltis extenuata
Lampropeltis extenuata is een slang uit de familie toornslangachtigen en de onderfamilie Colubrinae.

## Naam en indeling
De wetenschappelijke naam van de soort werd voor het eerst voorgesteld door Arthur Erwin Brown in 1890. Oorspronkelijk werd de wetenschappelijke naam Stilosoma extenuatum gebruikt. De soort werd lange tijd tot het geslacht Stilosoma gerekend, dat tegenwoordig niet meer wordt erkend.

## Verspreiding en habitat
Lampropeltis extenuata komt voor in Noord-Amerika en is endemisch in de Verenigde Staten, meer specifiek de staat Florida.
De habitat bestaat uit gematigde bossen en scrublands.

## Beschermingsstatus
Door de internationale natuurbeschermingsorganisatie IUCN is de beschermingsstatus 'gevoelig' toegewezen (Near Threatened of NT).